# Michel Adrien (écrivain)
Pour les articles homonymes, voir Michel Adrien et Adrien.
Michel Adrien né le 27 août 1933, à L'Épine, sur l'Île de Noirmoutier est un marin pêcheur et entrepreneur français. 
Il est le fondateur du groupe nantais « Adrien  », opérant dans l'univers de la pêche, à l'international.

## Biographie

### Jeunesse
Michel Adrien est né le 27 août 1933, à L'Épine, sur l'Île de Noirmoutier.
Selon son autobiographie, il embarque en tant que mousse à la pêche au large, âgé alors de 14 ans, sur le Fleur de mai, qui fait naufrage en 1950. Il relate avoir construit son premier bateau à l'âge de 23 ans, en 1956, et être parti en Afrique de l'Ouest.

### Groupe Adrien
Il fonde le groupe nantais Adrien, opérant dans l'univers de la pêche, à l'international, au début des années 1990, le groupe Adrien compte 24 entreprises de pêche réparties dans 5 pays et sur trois continents, Europe, Afrique et Amérique, employant plus de 4000 employés.

### France Turbot
L'entreprise se spécialise ensuite dans l'envoi de turbots vivants vers l'Asie, grâce à une technique permettant aux poissons de survivre hors de l'eau pendant 50 heures consécutives,.
Au cours de l'été 2011, l’entreprise aquacole France Turbot subit un épisode violent de mortalité de la quasi-totalité du cheptel de naissain d’huitres. France Turbot est mis en « redressement judiciaire » en octobre 2014. Le 3 décembre 2015, l'entreprise est cédée à la société Capostréa, filiale du Groupe Beaulieu. Aujourd’hui elle continue et se développe sous le nom de « Marinove ».

### Mécénat
Michel Adrien est un mécène d'un projet de tour du monde à la voile de Jean-Luc Van Den Heede, en 2001.

## Écrivain
Michel Adrien publie en 2017 et 2018 deux ouvrages autobiographiques récompensés en 2018 par le prix des écrivains de Vendée.
Ses essais portent sur les thèmes du réchauffement climatique, de la surpopulation et de l'essor des nouvelles énergies. Le premier essai La Victoire climatique parait en 2021. Son deuxième essai Les Marins pêcheurs face aux éoliennes en mer parait en 2022. Cet ouvrage est dédié à l'essor de l'éolien offshore. Il prône « le partage de la mer » entre les marins pêcheurs et les nouvelles activités maritimes de production d'énergie renouvelable.